# وززه کیشوسکیه
وززه کیشوسکیه (به لاتین: Wdzydze Kiszewskie) یک روستا در لهستان است که در گمینا کوشچیژنا واقع شده‌است.
 وززه کیشوسکیه  ۱۸۸ نفر جمعیت دارد و ۱۴۰ متر بالاتر از سطح دریا واقع شده‌است.